# アラゴン人党
アラゴン人党（スペイン語:Partido Aragonés, PAR）は、スペイン国内でのアラゴン人を利益を擁護するために作られた政党。1978年の創設当初はアラゴン地域主義党(Aragonese Regionalist Party)という名前だったが、1990年、頭文字のPARを変えずに党名を変更した。党の創設者の一人に1991年から1993年にアラゴン自治州政府の大統領を務めることになるエミリオ・エイロアがいる。
PARは欧州議会(1999 - 2004)に代表を輩出していた。